# Juan Carlos Giménez
Juan Carlos Giménez, detto Cacho (Buenos Aires, 16 febbraio 1927 – 29 dicembre 2000), è stato un calciatore e allenatore di calcio argentino, di ruolo difensore.

## Carriera

### Calciatore

#### Club
Ha sempre giocato nel campionato argentino.

#### Nazionale
Con la maglia della Nazionale ha trionfato a livello continentale nel 1957.

### Allenatore
Tra il 1964 ed il 1985 guidò in quattro occasioni separate il Racing Club. Ha allenato il Ferro Carril Oeste tra il 1972 ed il 1973, ove ebbe come assistente Héctor Jesús Martínez.

## Palmarès

### Club

#### Competizioni nazionali
- Campionato argentino: 1

Racing Club: 1951

### Nazionale
- Campeonato Sudamericano de Football: 1

Perù 1957